# I'm a Rebel
I'm a Rebel è il secondo album in studio del gruppo musicale heavy metal tedesco Accept, pubblicato nel 1980 dalla Brain Records.

## Curiosità
L'autore della prima traccia è George Alexander: pseudonimo di Alex Young, fratello del produttore George Young e dei chitarristi degli AC/DC Angus e Malcolm Young.

## Tracce
1. I'm a Rebel (George Alexander)
2. Save Us (Dirkschneider, Baltes, Hoffmann, Fischer, Kaufmann)
3. No Time To Lose (Dirkschneider, Baltes, Hoffmann, Fischer, Kaufmann, Steffens)
4. Thunder And Lightning (Dirkschneider, Baltes, Hoffmann, Fischer, Kaufmann)
5. China Lady (Dirkschneider, Baltes, Hoffmann, Fischer, Kaufmann, Steffens)
6. I Wanna Be No Hero (Dirkschneider, Baltes, Hoffmann, Fischer, Kaufmann, Steffens)
7. The King (Dirkschneider, Baltes, Hoffmann, Fischer, Kaufmann, Steffens)
8. Do It (Dirkschneider, Baltes, Hoffmann, Fischer, Kaufmann)

## Formazione
- Udo Dirkschneider – voce
- Wolf Hoffmann – chitarra
- Jörg Fischer – chitarra
- Peter Baltes – basso, voce (il bridge di Save Us, No Time to Lose, The King)
- Stefan Kaufmann – batteria, cori